# 模型の時代
『模型の時代』（もけいのじだい）は、小松左京のSF短編小説。初出は『オール讀物』1968年1月号。
1971年には小松と親交のある漫画家の松本零士により、漫画化されている。

## ストーリー
人工授精と人工子宮による胎児培養が社会的に軌道に乗り、育児・教育が家族ではなく社会によって行われるようになり、生産がすべてオートメ化し、労働時間がほとんどゼロになった時代。女は「母」であることをやめて「お人形あそび」に凝りだし、男はプラモデルの模型づくりに熱中するようになっていた。模型も次第に高性能になり、実用目的で使えるどころか、本物よりもはるかに高い実用性を持つものまで出回るようになっていた。人々はプラモデル製の“プラハブ”住宅に住み、街には原寸大のプラモデル・カーがあふれ、高さ120メートルの超高層ビルの模型が貸しビルとして使われていた。
世界最小模型の新記録に挑戦するため、全長0.5ミリのロールスロイス“シルバークラウド”の模型を製作中だった「ぼく」は、友人の井筒から、全長0.3ミリのキング・タイガー戦車の動く模型を作ったやつがいる、と教えられて打ちのめされる。
井筒の友人である諸星段一は、実寸大の戦艦大和を作り上げる。原寸大モデルが実用品として使われている風潮に反発した諸星は、役に立たない、ばかばかしいものを作り上げることに凝りだしたのである。
ところが上には上がいて、原寸大の日本列島を作ろうとする男が現れた。意地になった諸星と井筒、それに「ぼく」は、原寸大の「月」を作ろうとする。

## 登場人物
「ぼく」
小型モデルの製作に凝り、世界最小模型の新記録に挑戦している。
ナナ子
「ぼく」の妻。フランケンシュタインの怪物、ドラキュラ伯爵、狼男などの等身大組立て着せ替え人形を大量に作り貯めており、現在は“さまよえるオランダ人”（フライング・ダッチマン）の等身大人形を作っている。大きなプラモデルを作るのは苦手で、「ぼく」が「大ものをつくる時には、フレミング商会の“ジェームズ”接着剤（）007番をつかえ」と忠告しているのに、小型製品用のブルック接着剤（）しか使わない。
井筒
「ぼく」の友人。「日本原寸大モデル・クラブ」理事。ムスタングばかりをマイクロサイズから実物大以上と様々なサイズで作っているムスタングモデラー。新作はモーターライズで走る、3倍スケールの巨大なムスタング。
諸星段一
井筒の友人。「日本原寸大モデル・クラブ」名誉会員。実寸大の戦艦大和を製作した。役に立たないプラモデルを作ることに情熱を注いでいる趣味人。

## 漫画
松本零士により漫画化され、『週刊少年マガジン』（講談社）1971年9号に掲載された。「ぼく」の名前が「左京」となっているほか、諸星段一にあたるキャラクターに、同作者による『男おいどん』の主人公･大山昇太のキャラクターがそのまま使用され、名も「大山」になっている（大山とは別に、「諸星」という人物も名前だけ登場する）。
松本の短編集『空間機甲団』（奇想天外社、1978年10月）や、小松左京原作作品のアンソロジー『小松左京原作コミック集』（小学館、2003年12月。ISBN 4-09-179422-X）に収録されている。